# ウラジミール・バイラモフ
ウラジミール・バイラモフ（Wladimir Baýramow、1980年8月2日 - ）は、トルクメニスタン・アシガバート出身の元サッカー選手。現役時代のポジションはフォワード。
欧州1部リーグでプレーした数少ないトルクメニスタン人選手であり、ロシアプレミアリーグでは通算15得点を記録している。2009シーズンでは18得点を挙げカザフスタン・プレミアリーグの得点王に輝いた。
トルクメニスタン代表の一員として2004年に中国で開催されたAFCアジアカップ2004に出場している。
弟のナザル・バイラモフもサッカー選手。

## 所属クラブ
- コペトダグ・アシガバート 1998
- ゼニス・アスタナ 1999
- アクセス・ペトロパブロフスク 2000
- FCクリスタル・スモレンスク 2001
- FCメタルルグ・クラスノヤルスク 2002
- FCルビン・カザン 2003
- FCテレク・グロズヌイ 2003
- FCルビン・カザン 2004-2007
- FCヒムキ 2008

→ FCトボル 2009
- FCカイラト・アルマトイ 2011
- FCアハル 2012
- バルカンFT 2013